# The Royal New Brunswick Regiment
The Royal New Brunswick Regiment (RNBR) est un régiment d'infanterie légère de la Première réserve de l'Armée canadienne des Forces canadiennes. Il comprend deux bataillons qui font partie du 37e Groupe-brigade du Canada. Le régiment tel qu'il existe aujourd'hui a été formé en 1954 par la fusion du Carleton and York Regiment, du The New Brunswick Scottish et du North Shore Regiment. Il s'agit de l'unité la plus décorée des Forces canadiennes avec 70 honneurs de bataille.
Monument hommage aux soldats du  26e Bataillon New Brunswick  à Chérisy (Pas-de-Calais)
|  |  |  |